# Nicolaas Cornelis Lambrechtsen (1882-1918)
Nicolaas Cornelis Lambrechtsen, (Goes, 16 november 1882, - Zwolle/Amsterdam, 15 februari 1918) was een waterbouwkundig ingenieur. Hij overleed tijdens een bezoek aan Amsterdam, hij woonde op dat moment in Zwolle. Hij was de zoon van C.L.M. Lambrechtsen, ingenieur van de provinciale waterstaat in Zeeland. Op 17 september 1908 is hij in Hilversum gerouwd met Elisabeth Francina Delprat, een nichtje van de waterbouwkundige  Isaäc Paul Delprat.

## Opleiding en eerste werkkring
Hij ging in 1902 studeren aan de Polytechnische School te Delft en werd in 1903 student-lid van het Koninklijk Instituut van Ingenieurs. In 1904 was hij voorzitter van de Zeeuwse studentenvereniging in Delft en voorzitter van de studievereniging voor civiele studenten, Practische Studie. In 1906 was het ook lid van de Harvard-Delft club, een Nederlands-Amerikaanse studentenvereniging, waar ook de beide zonen van Cornelis Lely lid van waren. Hij heeft dat jaar een bezoek gebracht aan de Verenigde Staten, waar deze club zijn oorsprong vindt. De contacten van zijn vader waren daarbij belangrijk.
In 1905 is hij ook afgestudeerd. Hij ging toen aan de slag als opzichter-tekenaar bij de dienst weg en werken van de Hollandsche IJzeren Spoorweg Maatschappij (HIJSM). In 1905 werd zijn student-lidmaatschap van het KIvI omgezet in een gewoon lidmaatschap. In deze tijd heeft hij ook de collegehandleiding Bruggen geschreven naar de colleges van prof. S.G. Everts. 
In 1907 werd hij als adjunct-ingenieur van Rijkswaterstaat geplaatst in Terneuzen, waar hij ging werken aan de bouw van de Middensluis in Terneuzen. Hij schreef: "Het Kanaal van Gent naar Terneuzen" (met A.R. van Loon; 1909), vervolgens werkte hij aan het Noordzeekanaal bij IJmuiden en aan de Nieuwe Waterweg. 

## Zwolle
In 1912 werd zijn standplaats Zwolle waar hij de leiding kreeg van het Noordelijke arrondissement. Hij was lid van de Rijkscommissie voor bouwmaterialen en heeft in die hoedanigheid een aandeel gehad in de Twentsche Kanaalcommissie. Hij heeft srk geijverd voor een verkeersbrug over de IJssel bij Katerveer. Dex
ze brug is uiteindelijk in 1935 in gebruik genomen. Ook stimuleerde hij de verbetering van de Willemsvaart van Katerveer naar het Zwarte Water, om zo de scheepvaart door de stad Zwolle te verminderen.

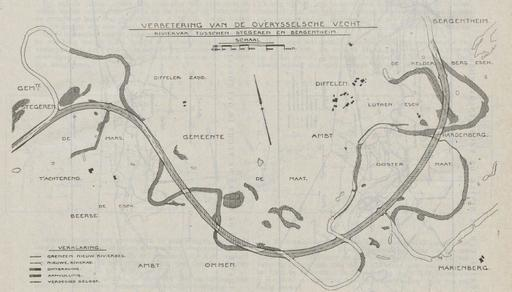
Bochtafsnijdingen en normalisatie van de Vecht

De Overijsselse Vecht was in die tijd een belangrijke vaarweg, die door de sterk variërende afvoer vaak slecht bevaarbaar was. Onder zijn leiding zijn verbeteringsplannen gemaakt waarover hij in juni 1917 een lezing gehouden heeft. Voor 1900 vond men verbetering van de scheepvaart over de Vecht essentieel, maar door een verbetering van het wegverkeer was dat minder opportuun geworden. In 1917 was voorkomen van overstromingen (om landbouwschade tegen te gaan) en het voorkomen van oevererosie de belangrijkste drijfveer geworden. 

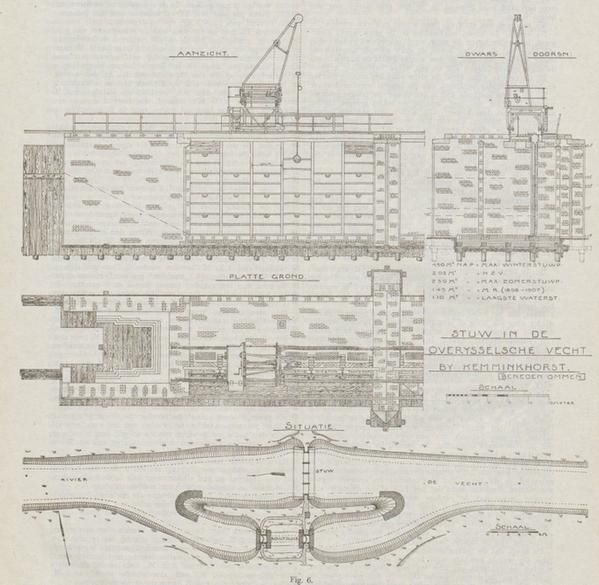
Stuw in de Overijsselse Vecht bij Kemminkhorst (plan 1918, stuw is nooit gebouwd)

Lambrechtsen heeft een verbetering voorgesteld die enerzijds een sneller waterafvoer mogelijk maakt door bochtafsnijdingen in fade meanders en anderzijds stuwen om de rivier op peil te houden bij lage afvoer. De plannen zijn maar gedeeltelijk uitgevoerd. Het is niet duidelijk of dit komt door het plotseling overlijden va Lambrechtsen in 1918 of door een andere reden.